# 2-ヒドロキシ-3-オキソコハク酸
2-ヒドロキシ-3-オキソコハク酸（2-ヒドロキシ-3-オキソコハクさん、2-Hydroxy-3-oxosuccinate）は、化学式がC4H4O6の有機化合物である。グリオキシル酸とジカルボン酸の代謝中間体の一つで、オキサログリコール酸レダクターゼ (脱炭酸)（EC 1.1.1.92）によってD-グリセリン酸から、酒石酸デヒドロゲナーゼ（EC 1.1.1.93）によってL-酒石酸またはmeso-酒石酸から合成される。